# Pteromys volans
Lo scoiattolo volante siberiano (Pteromys volans Linnaeus, 1758), unica specie europea della tribù degli Pteromyini, è uno scoiattolo volante originario delle regioni settentrionali dell'Eurasia, diffuso dal Mar Baltico all'Oceano Pacifico.

## Tassonomia
Gli studiosi riconoscono quattro sottospecie di scoiattolo volante siberiano:
- P. v. volans Linnaeus, 1758 (dalla Finlandia, attraverso la Russia europea e la Siberia, fino alla Corea);
- P. v. athene Thomas, 1907 (Sachalin);
- P. v. buechneri Satunin, 1903 (Gansu e Shanxi);
- P. v. orii Kuroda, 1921 (Hokkaidō).

## Descrizione
Quello siberiano è uno scoiattolo volante di piccola taglia ed è parente delle due specie nordamericane del genere Glaucomys. Il suo corpo, somigliante a quello dello scoiattolo rosso eurasiatico, è lungo da 13,5 a 20,5 cm; la coda però, meno lunga, non arriva che a 9-14 cm. Il peso si aggira sui 95-170 g. La testa dello scoiattolo volante siberiano è piccola, corta e abbastanza larga.
Le orecchie sono più tondeggianti di quelle degli altri scoiattoli e non hanno agli apici che dei ciuffetti insignificanti. Gli occhi, molto grandi, sono tondi e neri, e permettono all'animale di vedere di notte. Le zampe sono corte e tozze; i piedi posteriori, molto più lunghi di quelli anteriori, sono forniti di unghie molto robuste. Una membrana di pelle, morbida ed estensibile, unisce i fianchi agli arti anteriori, fino ai gomiti, e agli arti posteriori, fino alle caviglie. Contrariamente ai petauristi, come il taguan (Petaurista petaurista), gli scoiattoli volanti siberiani non hanno membrana alare tra le zampe anteriori e la base della coda. Il pelame di questi animali, folto e morbidissimo come seta, somiglia a quello del cincillà. La sua colorazione va dal grigio argenteo chiaro al grigio cenere, sul dorso. Il ventre, il collo e la faccia interna degli arti sono di un bianco puro. La coda è di colore variabile; in alcune popolazioni siberiane, essa può essere rossiccia. I baffi sono neri e arrivano a 6 cm di lunghezza.

## Distribuzione e habitat
Lo scoiattolo volante siberiano è un animale nordico. In Europa non lo si trova che in Finlandia, Estonia, Lettonia e nei boschi della Russia settentrionale. La sua area geografica si estende attraverso tutta l'Asia boreale, fino all'Oceano Pacifico; vive in tutta la parte fredda del continente, fino a 68° di latitudine Nord, al limite settentrionale delle foreste. Predilige in modo particolare le foreste costeggianti i grandi fiumi che scorrono verso il Mar Glaciale Artico. Non è raro a est del Lago Bajkal. Vive anche in Cina, in Corea e nell'isola giapponese di Hokkaidō.

## Biologia
Lo scoiattolo volante siberiano è completamente notturno e attende l'oscurità per lasciare il suo rifugio, in fondo al quale trascorre le ore diurne. Data la sua attività notturna, rimane invisibile e spesso perciò viene considerato raro anche nelle zone ove, invece, è frequente. Essenzialmente arboricolo, esso vive nelle foreste di conifere; si trova anche in alcune foreste miste, nelle quali le betulle e altre piante a foglie caduche si alternano con le conifere. Vive inoltre nella taiga acquitrinosa della parte settentrionale della Siberia.
Questo scoiattolo nidifica nei cavi degli alberi, traendo profitto sia dai cavi naturali che da quelli scavati dai picchi, che predilige in maniera particolare; esso vi si sente al sicuro, dopo averli accuratamente tappezzati di muschio e di licheni. Giunta la notte, tutti gli scoiattoli volanti si mettono in attività, arrampicandosi e saltando con incredibile agilità tra il fogliame degli alberi. Mentre attendono alle loro occupazioni, questi piccoli fantasmi notturni lanciano in continuazione gridi brevi e striduli, aventi una certa somiglianza con quelli delle nottole, tanto che a volte i gridi di questi pipistrelli delle foreste si confondono con quelli degli scoiattoli volanti.

### Tecniche di volo
Come tutti gli scoiattoli volanti, anche quelli siberiani in realtà non sono dei veri volatori come i pipistrelli, ma più semplicemente dei planatori, usando il patagio a mo' di paracadute. Nonostante la sua piccola taglia, lo scoiattolo volante siberiano è in grado di effettuare «voli» di 10-15 m. Il volo planato più lungo, osservato dallo zoologo russo L. G. Kaplanov, è di 40 m. Lo scoiattolo volante siberiano plana lentamente e senza far rumore, con una traiettoria poco inclinata. Si lancia dall'alto di un albero, non senza avere a lungo osservato il punto che desidera raggiungere. Nel planare, l'animale raddrizza la traiettoria, effettuando una brusca virata ascendente, e quindi va ad atterrare contro un tronco, con la testa in alto. Non si posa di faccia, ma sempre di lato, su un fianco del tronco prescelto, come per meglio attutire l'impatto. È anche capace di cambiare direzione mentre è in volo e perfino di effettuare voli ascendenti, seguendo le correnti d'aria. Non è mai stato visto atterrare su un ramo, ma sempre su un tronco, dove la colorazione lo rende praticamente invisibile. Le abitudini di questo scoiattolo volante sono ancora poco conosciute a causa del suo modo di vita straordinariamente riservato.

### Riproduzione
Gli scoiattoli volanti siberiani nidificano dai 5 ai 15 m dal suolo. Alcuni alberi cavi possono accogliere vere colonie di questi scoiattolini. È facile accorgersi se un tronco d'albero è abitato; basta battere il tronco con il rovescio di un'accetta, per fare immediatamente uscire gli scoiattoli dalla loro tana. La viva luce del sole sembra dia loro grande fastidio; hanno movimenti diurni lenti e abbastanza impacciati.
La femmina partorisce da 2 a 3 figli, nudi e con gli occhi chiusi, in aprile, maggio o giugno, secondo le zone. La gestazione dura un mese. S'ignorano ancora i particolari del loro sviluppo. Questo scoiattolo volante ha parecchi nemici: civette e gufi, nonché la martora, che lo insegue fin dentro la tana.

## Conservazione
In Estremo Oriente, gli si dà la caccia per la magnifica pelliccia, con cui si confezionano copricapi e manicotti. La IUCN lo inserisce tra le specie a rischio minimo.